# Milena Mancini
Milena Mancini (Roma, 3 marzo 1977) è un'attrice ed ex ballerina italiana.

## Biografia
Artista poliedrica, si diploma nel 1996 presso il Balletto di Roma in danza classica, moderna e jazz, studia recitazione in Italia e negli Stati Uniti. Lavora come ballerina nelle trasmissioni di Buona Domenica, I ragazzi irresistibili, Tira & Molla, il tour Da me a te, con Claudio Baglioni. Ancora come ballerina lavora diversi anni a Londra in videoclip, tour europei e australiani con Kylie Minogue, Robbie Williams, Geri Halliwell e Ricky Martin.
Nel 2003 debutta nel cinema con il film horror The Mark - Il segno della vendetta, regia di Mariano Equizzi. Nello stesso anno lavora con Gabriele Muccino per il mediometraggio Le affinità elettive. Nel 2004 debutta in televisione come attrice partecipando a un episodio della serie TV Diritto di difesa. L'anno successivo interpreta il ruolo della ballerina Rebecca nella serie TV di Italia 1 Grandi domani, regia di Vincenzo Terracciano.
Nel 2007 è tra i protagonisti della miniserie TV Il generale Dalla Chiesa, regia di Giorgio Capitani, dove interpreta il ruolo di Rita dalla Chiesa, una delle due figlie del generale Carlo Alberto dalla Chiesa. Nel 2008 prende parte alla miniserie TV di Rai Uno, Provaci ancora prof 3, diretta da Rossella Izzo. Nel 2009 interpreta il ruolo di Margherita nel film Scusa ma ti voglio sposare, diretta da Federico Moccia.
Dopo una pausa per la nascita di due figli, torna sul piccolo schermo nella serie TV Dov'è Mario?, per la regia di Edoardo Gabbriellini, e al cinema come co-protagonista del film Il più grande sogno (2016), esordio alla regia di Michele Vannucci.
Al Teatro Piccolo Eliseo a Roma, nel 2017, interpreta Sibilla Aleramo nello spettacolo La più lunga ora, per la penna e la regia di Vinicio Marchioni. Nel 2017 è la protagonista femminile del film La terra dell'abbastanza, dei fratelli Damiano e Fabio D'Innocenzo per il quale vince il premio “Bimbi belli” di Nanni Moretti. Sempre nel 2017 è nel cast del film Ride, prima regia firmata da Valerio Mastandrea. Nel 2019 interpreta la sorella di Federica Angeli nel film A mano disarmata, ruolo per il quale riceve il premio Alida Valli al Bifest 2020. Nella serie Sky Christian, per la regia di Stefano Lodovichi, interpreta il ruolo di Anna, mentre nella serie A casa tutti bene, per la regia di Gabriele Muccino, interpreta il ruolo di Beatrice; per questi ruoli ha vinto il premio di "miglior attrice" di serie TV al Baff 2022. È co-protagonista con Edoardo Leo nel nuovo film Mia (2023) di Ivano De Matteo.
Debutta al Napoli Teatro Festival con il monologo da lei scritto e interpretato, sul tema della violenza sulle donne, dal titolo Sposerò Biagio Antonacci, regia di Vinicio Marchioni e con le musiche originali composte da Biagio Antonacci per il quale vince il “Premio Afrodite”. Monologo ancora in tour che ha ricevuto anche il patrocinio della Fondazione UNANESSUNACENTOMILA.
È una madre forte e indimenticabile nel film Mia di Ivano de Matteo, ruolo per il quale riceve la candidatura ai Nastri d’Argento 2023 come miglior attrice non protagonista. Partecipa inoltre al film Un altro Ferragosto di Paolo Virzì.
In teatro è protagonista in Uno Zio Vanja di Anton Cechov, firmandone anche adattamento e costumi; Sibilla Aleramo ne "La più lunga ora" e performer nel "Caligola" di Camus, per la regia di Vinicio Marchioni.
Produce e scrive la sceneggiatura del docufilm Il terremoto di Vanja, in cinquina ai Nastri d’Argento 2020.
Nel 2024 scrive e interpreta "AMORE-il teorema di Sarah", monologo volto a sensibilizzare l’attenzione sui rapporti sessuali a rischio . 
Nel 2023 guida, accanto a Vinicio Marchioni, il Corso di alta formazione "L’attrice e l’attore europei" del Teatro della Pergola di Firenze, in collaborazione con il Theatre de la Ville di Parigi. Artista poliedrica che sfugge alle definizioni, tiene masterclass in varie scuole di recitazione e segue numerosi attori come acting coach con particolare attenzione rivolta all’ uso del corpo nella recitazione cinematografica e del movimento scenico.
È Nicoletta, una delle protagoniste del film Diamanti di Ferzan Özpetek.

## Filmografia

### Cinema
- The Mark - Il segno della vendetta, regia di Mariano Equizzi (2003)
- Basta un niente, regia di Ivan Polidoro (2006)
- Visioni, regia di Luigi Cecinelli (2006)
- Scusa ma ti voglio sposare, regia di Federico Moccia (2010)
- Il più grande sogno, regia di Michele Vannucci (2016)
- Sole cuore amore, regia di Daniele Vicari (2017)
- Ride, regia di Valerio Mastandrea (2018)
- La terra dell'abbastanza, regia di Damiano e Fabio D'Innocenzo (2018)
- A mano disarmata, regia di Claudio Bonivento (2019)
- Bangla, regia di Phaim Bhuiyan (2019)
- Mia, regia di Ivano De Matteo (2023)
- Un altro ferragosto, regia di Paolo Virzì (2024)
- Diamanti, regia di Ferzan Özpetek (2024)

### Televisione
- Diritto di difesa – serie TV, episodio Testimone d'accusa (2004)
- Grandi domani – serie TV (2005)
- Il generale Dalla Chiesa, regia di Giorgio Capitani – miniserie TV(2007)
- Provaci ancora prof 3 – serie TV (2008)
- R.I.S. - Delitti imperfetti – serie TV, episodio 5x08 (2009)
- Ho sposato uno sbirro – serie TV, episodio 2x15 (2010)
- Dov'è Mario? – serie TV (2016)
- Mental – serie TV (2020)
- Il giorno e la notte, regia di Daniele Vicari – film TV (2021)
- A casa tutti bene - La serie – serie TV (2021-in corso)
- Christian 2 – serie TV, episodio 1 (2023)

### Cortometraggi
- Abbasso gli allenatori, regia di Matteo Martone (1995)
- Affinità elettive, regia di Gabriele Muccino (2003)
- Sulla riva del lago, regia di Matteo Rovere (2004)
- Luce nel pomeriggio, regia di Teresio Spalla (2007)